# Taxigramma kovalevi
Taxigramma kovalevi är en tvåvingeart som beskrevs av Yu. G. Verves 1980. Taxigramma kovalevi ingår i släktet Taxigramma och familjen köttflugor. Inga underarter finns listade i Catalogue of Life.